# Банатска българска книжовна норма
Банатската българска книжовна норма или само Банатска писмена норма е писмено-регионална норма на българския език, използвана от банатските българи.
Тя, редом с т.нар. македонска българска книжовна норма и стандартизирания официален български език, е една от общо трите съществуващи писмено-регионални норми на българския език.
Банатската писмена норма има самостоятелна графична система, базирана на латиницата. Съществува обширна и разностранна литература на банатската българска книжовна норма.

## История на банатската книжовна норма
Банатският български език използва свое писмо, формирано на основата на хърватската редакция на латиницата, и съхранява много старинни форми на езика, говорен в България. Банатският български език е кодифициран през 1866 г. от Винганското учителско дружество. Основно съчинение е „Balgarskotu pravopisanj“ на учителя от Винга Йосиф Рил. Главният принцип в банатския правопис е фонетичният, т.е. пише се както се изговаря. Банатската норма се използва в литературата, печата, църквата и медиите с незначителни различия, дължащи се на различните диалекти. В периода 1860 – 1896 г. банатският български език е бил основен език на преподаване в българските училища в Банат. След тази дата той е заменен с унгарския (до 1918), а след това – с румънски или сръбски.

## Особености на банатската книжовна норма
Народният говор на банатските българи може да се класифицира като източнобългарски диалект. Типична черта на банатския говор е гласната „ы“, която замества „и“. Друга присъща фонологическа особеност на банатския български диалект е наличието на „é“, която се произнася вместо ударено „е“, редукцията на „o“ в „у“ и най-характерната особеност на източнобългарските говори – редукция на „e“ в „и“. Банатските българи казват puljé вместо поле, sélu вместо село, ugništi вместо огнище. Друга особеност на банатския говор е палатализацията на крайния съгласен звук, което е типична черта и в други славянски езици, но в българския език тази особеност се среща само в диалектите – книжовното Великден в банатския говор звучи като Великдень.
В лексикално отношение в езика на банатските българи има много заемки от немски (drot от немското Draht, „жица, тел“; gang от Gang, „антре, коридор“), унгарски и сръбски, което се дължи на близките контакти на банатските българи с останалите народи в многоетническия Банат. Заемките в езика на банатските българи представляват около 20% от речниковия състав. Силното унгарско влияние може да се открие и по начина, по който се именуват някои от банатските българи. То следва унгарското подреждане на фамилните имена, при което първо се казва фамилното име, а след това малко име, например Marija Velčova се изписва като Velčov Marija. От женските фамилните имена често отпада и окончанието „а“, така Velčova става Velčov.
| Латиница Съответствие на кирилица МФА | А а Ъ /ɤ/        | Á á А /а/ | B b Б /b/         | C c Ц /t͡s/ | Č č Ч /t͡ʃ/ | Ć ć Ќ (КЬ) /kʲ/ | D d Д /d/ | Dz dz Ѕ (ДЗ) /d͡z/ | Dž dž (ДЖ) /d͡ʒ/   | E e Е /ɛ/ | É é И /i/ |
| латиница Съответствие на кирилица МФА | F f Ф /f/        | G g Г /g/ | Gj gj Ѓ (ГЬ) /gʲ/ | H h Х' /h/ | I i И /i/  | J j Й, Ь /j/    | K k К /k/ | L l Л /l/         | Lj lj Љ (ЛЬ) /lʲ/ | M m М /m/ | N n Н /n/ |
| латиница Съответствие на кирилица МФА | Nj nj Њ (НЬ) /ɲ/ | O o О /ɔ/ | P p П /p/         | R r Р /r/  | S s С /s/  | Š š Ш /ʃ/       | T t Т /t/ | U u У /u/         | V v В /v/         | Z z З /z/ | Ž ž Ж /ʒ/ |

Банатските българи изтъкват българския характер на езика си, въпреки неговата диалектна и повлияна същност и използването на латиницата вместо кирилицата. Въпреки това, в банатските български издания като вестник „Наша глас“ продължават да се включват материали на съвременен български на кирилица като произведението „Чичовци“ на Иван Вазов например. Съответно в Румънски и Сръбски Банат, банатските българи владеят както румънски, така и сръбски език.
Примерен текст на банатски български:
| „ | Idin denj dáskalćata ij pukázala na dicáta idno svetiče sas idna familija. U svetičitu idno ud mončitata ij imálu različna fárba na ćikata ud kaćétu drugjijete členve na familijata. Idno ud dicáta ij rékalu, či tuj ij taj zaradi či mončitu ij blo usinuvénu. Katu ij čulu tuj, idno mumiče ij izviknalu: — Ás znája satu za usinuvevanjétu! — Kako zlamenuva da badiš usinuvén? – ij pitalu idno drugu dite. — Zlamenuva, či u mestu da rastéš u kuréma, rastéš u sarcito na mámi. | “ |

Произношение и вариант на текста на кирилица:
| „ | Идин дењ даскълќътъ ий пуказълъ нъ дицатъ идно светиче със иднъ фъмилийъ. У светичиту идно уд мончитътъ ий ималу ръзличнъ фарбъ на ќикътъ уд къќиту друѓийете членве на фъмилийътъ. Идно уд дицатъ ий рикълу, чи туй ий тъй зъръди чи мончиту ий бло усинувину. Къту ий чулу туй, идно мумиче ий извикнълу: — Ас знайъ съту зъ усинувевъњиту! — Къко злъменувъ дъ бъдиш усинувин? – ий питълу идно другу дите. — Злъменувъ, чи у месту дъ ръстиш у куримъ, ръстиш у сърцито нъ мами. | “ |

Същият текст, на стандартен български:
| „ | Един ден учителката показала на децата една снимка на едно семейство. На снимката едно от момчетата имало различен цвят на косата за разлика от останалите членове на семейството. Едно от децата казало на учителката, че това е така, тъй като момчето е било осиновено. Като чуло това, едно момиче извикало: — Аз зная всичко за осиновяването! — Какво означава да бъдеш осиновен? – попитало едно друго дете. — Означава, че вместо да растеш в корема, растеш в сърцето на майка си. | “ |